# HD 4391
HD 4391 — звезда в созвездии Феникса. Находится на расстоянии 48,7 световых лет от Солнца. Её спектральный класс — G3V и она является звездой главной последовательности. Физические свойства HD 4391 похожи на солнечные, что делает её аналогом Солнца. Тем не менее, считается, что её масса на 22% больше солнечной, а возраст составляет всего лишь 1,2 миллиарда лет. Спектр звезды показывает аномально низкий уровень бериллия, который может вызван процессом перемешивания в недрах звёзды.
В настоящее время не было обнаружено ни одной планеты на орбите вокруг звезды. Также не зафиксировано статистически значимое превышение инфракрасного излучения, которое могло бы свидетельствовать о существовании околозвёздного диска. Тем не менее, у звезды существуют два оптических спутника, по крайней мере, один из которых имеет общее собственное движение в пространстве с HD 4391.